# Kindamba
Kindamba è un centro abitato della Repubblica del Congo, situato nella regione di Pool.